# 朝長孝介
朝長 孝介（ともなが こうすけ、1980年7月22日 - ）は、日本の元男子バレーボール選手。元全日本代表。現在は大村工業高校教員・同校男子バレー部監督、全日本男子ユース代表コーチ。

## 来歴
- 長崎県大村市出身。松原小学3年よりバレーボールを始める。
- 筑波大在学中にユニバーシアードに出場。
- 豊田合成トレフェルサに入団後、全日本入りした2005年のアジア選手権で優勝。
- 2006年、堺ブレイザーズに移籍。
- 2008年北京オリンピックのバレーボール競技・世界最終予選では、韓国戦で途中出場してその後正セッターにつき、全日本男子の16年ぶりのオリンピック出場の原動力となった。
- 2008年8月、北京オリンピックに出場（予選ラウンド敗退）。
- 2008年9月、教員採用試験を受け合格。（筑波大在学中に保健体育の教員免許を取得済）
- 2008年10月、2008/09 Vプレミアリーグの出場を最後に現役を引退することを発表。
- 2009年4月、長崎県立長崎北高等学校へ保健体育の教員として着任。男子バレーボール部の監督に就任。高校側と日程を調整し、プレミアリーグの決勝戦に出場（準優勝）。

## 球歴
- 全日本代表 - 2005-2008年
  - オリンピック - 2008年
  - 世界選手権 - 2006年
  - ワールドカップ - 2007年

## 受賞歴
- 2009年 - 2008/09 Vプレミアリーグ 敢闘賞

## 所属チーム
- 大村工業高校
- 筑波大学
- 豊田合成トレフェルサ（2003-2006年）
- 堺ブレイザーズ（2006-2009年）